# Macaranga membranacea
Macaranga membranacea är en törelväxtart som beskrevs av Johannes Müller Argoviensis. Macaranga membranacea ingår i släktet Macaranga och familjen törelväxter. Inga underarter finns listade i Catalogue of Life.